# Fernando Valenti
Pour les articles homonymes, voir Valenti (homonymie).
Fernando Valenti (New York, 4 décembre 1926 – Red Bank (New Jersey), 6 septembre 1990) est un claveciniste et professeur de musique classique américain.

## Biographie
Né à New York de parents immigrés espagnols, il apprend le piano avec deux frères amis de sa famille, José et Amparo Iturbi. À l'Université Yale, il se destine d'abord à l'Histoire, mais sa rencontre avec Ralph Kirkpatrick l'amène au clavecin : ses goûts personnels le portent vers Bach et Scarlatti plus que vers Liszt.
Après une tournée en Amérique du Sud où son jeu est très remarqué, il mène une brillante carrière de concertiste à partir de 1950, année du bicentenaire de la mort de Jean-Sébastien Bach à l'occasion duquel il est invité à jouer avec Pablo Casals lors du premier festival Bach de Prades puis du premier récital à New York. En 1951, il est le premier claveciniste à enseigner à la Juilliard School of Music ; il donne également des cours dans d'autres institutions musicales et réalise de nombreux enregistrements,.
Valenti joue au clavecin aussi bien les compositeurs anciens (Bach, Haendel, Scarlatti…) que les contemporains, dont plusieurs écrivent à son intention. Cependant, son souvenir s'attache essentiellement à ses interprétations des sonates de Domenico Scarlatti. Selon John Duarte, Valenti « a joué du Scarlatti probablement plus que n'importe qui depuis le professeur de la reine Maria Barbara » (i. e. Scarlatti lui-même). En 1973, il donne ainsi pendant cinq jours consécutifs au Carnegie Hall (du 26 au 30 novembre) cinq concerts comprenant chacun vingt sonates du maître.
Approché par la firme Westminster Records, il entreprend la tâche titanesque d'enregistrer l'intégralité des sonates de Scarlatti. Le projet ne peut être mené à terme, par suite des difficultés financières de Westminster Records : en 1960, quelque 330 sonates ont été enregistrées, mais toutes ne seront pas diffusées (il reviendra à Scott Ross de réaliser, en 1984-1985, le premier enregistrement intégral des 555 sonates). Larry Palmer fait remarquer que les instruments utilisés lors de ces enregistrements (clavecins John Challis ou de facteurs allemands modernes) n'étaient probablement pas les plus adaptés — le retour à la facture « traditionnelle » n'était alors pas encore amorcé —, mais le jeu de Valenti était quant à lui brillant et sans défaut, le faisant reconnaître comme, au moins, le meilleur claveciniste des États-Unis. Il donnait environ vingt récitals par an, ainsi que des conférences.
Professeur célèbre, Valenti est l'auteur d'ouvrages didactiques : The Harpsichord: A Dialogue for Beginners (1982) et A Performer's Guide to the Keyboard Partitas of J. S. Bach (1990).